# 阿卜杜拉·帕什尤

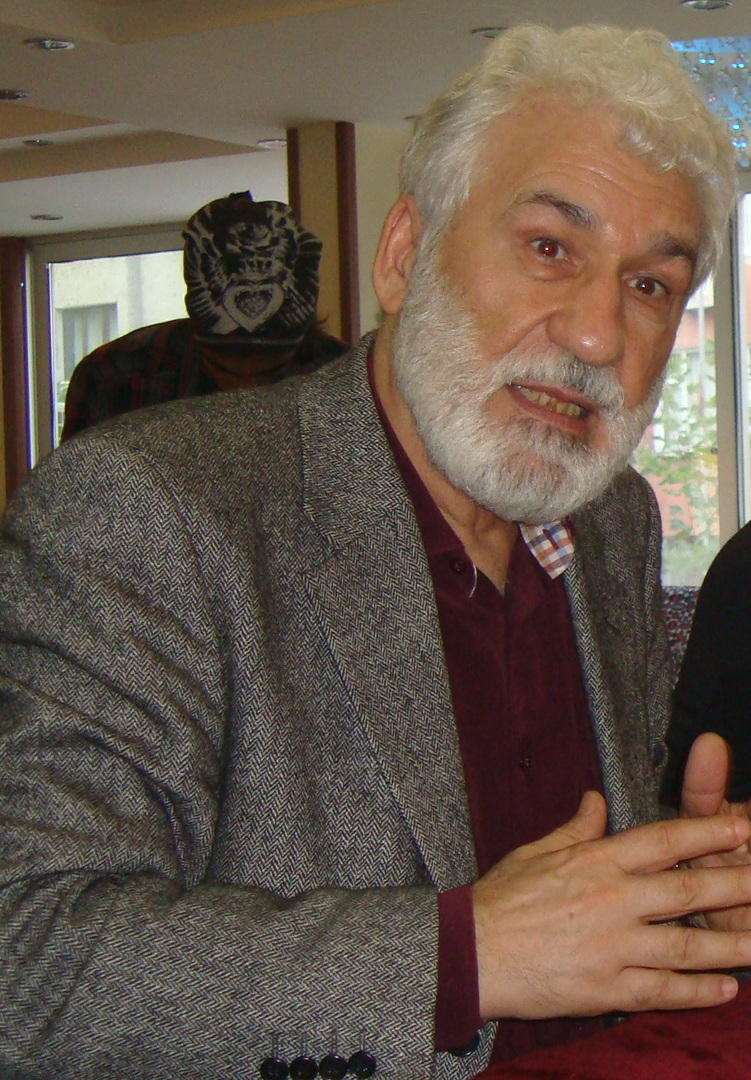

阿卜杜拉·帕什尤（英語：Abdulla Pashew；：‎，1946年—），当代著名库尔德诗人。

## 生平
1946年生于伊拉克北部城市艾比爾。1970年就读于巴格达的库尔德作协培训中心。1973年前往苏联求学，1979年获得文学硕士学位，1984年被授予苏联科学院东方系语言学博士学位。1984-1989年在利比亚的黎波里大学任教。1995年移居芬兰。
1963年发表处女作，1967年开始出版第一部诗集，至今已有八部诗集。最新的诗集《向黄昏》（Berew Zerdeper）2001年出版于瑞典。帕什尤通晓英语、俄语，曾将惠特曼与普希金的作品译为库尔德语。